# Jimmy Swaggart
Jimmy Lee Swaggart, född 15 mars 1935 i Ferriday, Louisiana, död 1 juli 2025 i Baton Rouge, Louisiana, var en amerikansk TV-predikant som var involverad i en av de mest uppmärksammade av många skandaler kring amerikanska tv-predikanter under 1980-talet. Han var kusin till artisterna Jerry Lee Lewis och Mickey Gilley. Under 1980-talet var han en av USA:s mest kända tv-predikanter. Hans TV-program sågs av miljontals personer varje vecka och drog in många miljoner i donationer.

## Biografi
Swaggart propagerade starkt mot pornografi och var starkt kritisk till predikanterna Marvin Gorman och Jim Bakker som varit inblandade i sexskandaler. År 1988 tog en privatdetektiv, på uppdrag av Gorman, bilder på Swaggart tillsammans med en prostituerad, vilket ledde till att den amerikanska pingströrelse han tillhörde, Assemblies of God, fråntog Swaggart dennes pastorsrättigheter, såsom man gjort med Gorman ett år tidigare. År 1989 talade en prostituerad om sin relation med Swaggart i tidningen Penthouse och 1991 blev Swaggart återigen påträffad tillsammans med en prostituerad när en polis stoppade Swaggarts bil.
Skandalerna kring Swaggart var en av de största av flera skandaler med kristna ledare under 1980-talet och många musiker skrev låtar om händelserna, bland andra Frank Zappa, Iron Maiden och Ozzy Osbourne.
Vissa av händelserna har Swaggart bekänt, och ursäktat sig i TV.